# Międzynarodowy Rok Młodzieży
Międzynarodowy Rok Młodzieży (1985), ang. International Youth Year (IYY) – ogłoszony 1 stycznia 1985 przez Sekretarza Generalnego Organizacji Narodów Zjednoczonych Javiera Péreza de Cuéllar rok dedykowany ludziom młodym.

## Wydarzenia
W ciągu całego roku miały miejsce szczególne obchody na całym świecie. Były one koordynowane przez Youth Secretariat działający przy Centrum Rozwoju Społecznego i Praw Człowieka (ang. Centre for Social Development and Humanitarian Affairs). Sekretariat ten miał swoją siedzibę w Wiedniu. Dyrektorem sekretariatu był, pochodzący z Nepalu Mohammad Sharif; pełnił również obowiązki sekretarza wykonawczego Międzynarodowego Roku Młodzieży. Prezydentem Międzynarodowego Roku Młodzieży wybrany został Nicu Ceaușescu, syn dyktatora rumuńskiego Nicolae Ceaușescu.
Hasłem Roku było zawołanie: Udział, Rozwój, Pokój. Największym przedsięwzięciem było zorganizowanie przez UNESCO Światowego Kongresu Młodzieży (ang. World Congress on Youth) w dniach 8-15 lipca 1985 w Barcelonie.
Inicjatywa Międzynarodowego Roku Młodzieży została poparta przez Kościół katolicki. Jan Paweł II wydał specjalny List Apostolski skierowany do młodzieży całego świata — Dilecti Amici. List nosi datę 31 marca 1985.
W oficjalnym raporcie Sekretarza Generalnego ONZ z października 1985 wymienione zostały następujące międzynarodowe obchody i wydarzenia związane z obchodzonym Międzynarodowym Rokiem Młodzieży:
- International Youth Conference and World Youth Festival (Kingston, Jamajka, 6-10 kwietnia 1985),
- Friendly Gathering of Youth (Pekin, Chiny, 10-24 maja 1985),
- 12th World Festival of Youth and Students (Moskwa, Związek Sowiecki, 27 lipca-3 sierpnia 1985),
- International Youth Year Conference on Law (Montreal, Kanada, 5-9 sierpnia 1985)

## IYY (2010-2011)
W okresie od 12 sierpnia 2010 do 11 sierpnia 2011 odbył się drugi Międzynarodowy Rok Młodzieży: Dialogu i Wzajemnego Zrozumienia.